# Gustave Schlumberger
Gustave Léon Schlumberger (Guebwiller, 17 ottobre 1844 – Parigi, 9 maggio 1929) è stato uno storico e numismatico francese, specialista in storia delle Crociate e dell'Impero bizantino.

## Biografia
Fu membro dell'Académie des inscriptions et belles-lettres, presidente della Société des antiquaires de France, e ha lasciato circa 200 opere e articoli su soggetti che riguardano la storia politica e la numismatica. La sua attività di numismatico fu premiata nel 1903 con l'assegnazione della medaglia della Royal Numismatic Society. Di idee politiche conservatrici, durante l'Affare Dreyfus sostenne posizioni antidreyfusarde.

## Opere scelte
- 1878-1882: Numismatique de l'Orient Latin (Parigi)
- 1884: Les îles des Princes (Calmann Lévy, Parigi)
- 1890: Un empereur byzantin au dixième siècle: Nicephore Phocas (Parigi); (trad. italiana: Niceforo Foca. Un imperatore bizantino del X secolo, Primiceri, Padova 2021)
- 1896-1905: L'Épopée byzantine à la fin du dixième siècle (Hachette, Parigi, 3 volumi)
- 1898: Renaud de Châtillon, prince d'Antioche, seigneur de la terre d'Outre-Jourdain (Plon, Parigi)
- 1906: Campagnes du roi Amaury Ier de Jérusalem en Égypte, au XIIe siècle
- 1914: Prise de Saint-Jean-d'Acre, en l'an 1291
- 1922-1923: Récits De Byzance Et Des Croisades (Plon, Parigi)
- 1927: Byzance et les croisades (Lib. Paul Geuthner, Parigi)
- 1934: Mes Souvenirs 1844-1928 (Plon, Parigi - postumo)
- 1962: Lettres De Deux Amis (Institut Français, Atene - corrispondenza)